# Robert Norman
Pour les articles homonymes, voir Norman.
Robert Norman est un navigateur, ingénieur et hydrographe anglais du XVIe siècle. Il est connu pour avoir publié The Newe Attractive (1581), dans lequel il décrit certains aspects pratiques de la navigation et, surtout, l'observation de l'inclinaison magnétique et l'invention d'un compas permettant de mesurer cette dernière.
Le cratère lunaire Norman a été nommé en son honneur.